# 3-蒈烯
3-蒈烯（Carene, 或delta-3-carene）是一种天然存在的单萜烯，是松节油的组分之一。视来源不同，松节油中含量可达42%。3-蒈烯有强烈香气，不溶于水，与油脂混溶。

## 存在
3-蒈烯的天然来源包括松节油，以及迷迭香，黑胡椒，松木，香柏木等的精油。